# Ivan Tomić
Ivan Tomić (cyr.: Иван Томић, ur. 5 stycznia 1976 w Belgradzie) – serbski piłkarz występujący na pozycji pomocnika. Reprezentant Jugosławii.

## Kariera klubowa
Tomić karierę rozpoczynał w sezonie 1993/1994 w pierwszoligowym Partizanie. Jego barwy reprezentował przez pięć sezonów, przez ten czas zdobywając trzy mistrzostwa Jugosławii (1994, 1996, 1997), a także dwa Puchary Jugosławii (1994, 1998).
W 1998 roku Tomić przeszedł do włoskiej Romy. W Serie A zadebiutował 25 października 1998 w przegranym 2:3 meczu z Milanem. Przez pierwsze dwa sezony w barwach Romy rozegrał 10 spotkań i na sezon 2000/2001 został wypożyczony do hiszpańskiego Deportivo Alavés. W Primera División pierwszy raz wystąpił 23 września 2000 w zremisowanym 2:2 pojedynku z Realem Saragossa. W 2001 roku wrócił do Romy. W sezonie 2001/2002 wywalczył z nią wicemistrzostwo Włoch. Na początku 2003 roku ponownie przeszedł na wypożyczenie Alavés, gdzie występował do końca sezonu 2002/2003.
W połowie 2003 roku Tomić został graczem hiszpańskiego Rayo Vallecano, zespołu Segunda División. Spędził tam sezon 2003/2004. Potem wrócił do Partizana. W sezonie 2004/2005 wywalczył z nim mistrzostwo Serbii i Czarnogóry. W 2007 roku zakończył karierę.

## Kariera reprezentacyjna
W reprezentacji Jugosławii Tomić zadebiutował 24 lutego 1998 w przegranym 1:3 towarzyskim meczu z Argentyną. W latach 1998–2001 w drużynie narodowej rozegrał 5 spotkań.

## Kariera trenerska
Jako trener Tomić prowadził reprezentację Serbii U-19 oraz drużynę FK Teleoptik, a w 2015 roku został szkoleniowcem Partizana.